# 퀸 + 애덤 램버트
퀸 + 애덤 램버트(Q+AL 또는 QAL이라고도 함)는 영국의 록 밴드 퀸(브라이언 메이와 로저 테일러)의 현역 멤버들과 미국의 보컬리스트 애덤 램버트의 슈퍼그룹이다. 1997년 이후 퀸의 모든 공연과 마찬가지로, 오랫동안 베이시스트였던 존 디콘도 은퇴로 이 프로젝트에 참여하기를 거부했다. 퀸 + 폴 로저스 프로젝트가 2009년 끝난 이후 퀸의 첫 장기 콜라보레이션이다. 이전 프로젝트와 마찬가지로 램버트가 퀸의 프런트맨 프레디 머큐리를 대신할 것이 아니라 밴드의 활동적인 멤버들과 함께 참여할 것임을 분명히 했다. 이 콜라보레이션은 2009년 램버트가 참가했던 《아메리칸 아이돌》에 메이와 테일러를 등장시키면서 시작되었다. 이들은 2011년부터 가끔 공연을 시작했고, 2012년에는 짧은 유럽 투어를 진행했으며, 2014년에는 북미, 호주, 뉴질랜드, 아시아, 유럽, 남미에서 시기를 하는 Queen + Adam Lambert Tour 2014–2015를 발표했다. 2016년 여름, 이 그룹은 유럽 페스티벌 투어의 일환으로 여러 개의 시기와 아시아에서의 시기를 선보였다. 그 다음 해, 이 그룹은 2017년과 2018년으로 예정된 두 번째 월드 투어를 발표했고, 이후 2020년에 짧은 영국 투어를 발표했다.
메이, 테일러, 램버트에 합류한 것은 키보디스트 스파이크 에드니, 베이시스트 닐 페어클러, 타악기 연주자 타일러 워렌을 순회하는 오랜 퀸이다. 현재 이 라인업으로 스튜디오 음반을 발매할 계획은 없지만 메이와 테일러는 이 그룹이 원본 자료를 녹음할 가능성이 있다고 밝혔다.